# Billy Steele
Pour les articles homonymes, voir William Steele.
Ne doit pas être confondu avec Billy Steel.
Pour les articles homonymes, voir Steele.
Pas d'image ? Cliquez ici

a Compétitions nationales et continentales officielles uniquement.

b Matchs officiels uniquement.
Dernière mise à jour le 9 mars 2023.
William (Billy) Charles Steele, né le 18 avril 1947 à Langholm (Écosse), est un international de rugby à XV qui joue avec l'Équipe d'Écosse de rugby à XV au poste de trois-quarts aile.

## Carrière
Il dispute son premier test match le 15 mars 1969 contre l'Angleterre, et son dernier contre la même équipe, le 15 janvier 1977.
Il est aussi sélectionné à deux reprises avec les Lions britanniques en 1974.

## Palmarès
- 23 sélections (+ 3 avec le XV des Lions)
- Sélections par années : 1 en 1969, 5 en 1971, 4 en 1972, 4 en 1973, 5 en 1975, 3 en 1976, 1 en 1977
- Six Tournois des Cinq Nations disputés : 1969, 1971, 1972, 1973, 1975, 1977
- Triple vainqueur du Tournoi en 1973 (victoire partagée) , en 1971 et 1975 (avec deux Grands Chelems).